# Abbiecombec Marshes
Abbiecombec Marshes – bagno (marshes) w kanadyjskiej prowincji Nowa Szkocja, w hrabstwie Halifax, na południe od jeziora Lake Charlotte; nazwa urzędowo zatwierdzona 24 września 1975.